# Kryptopterus paraschilbeides
Kryptopterus paraschilbeides is een straalvinnige vissensoort uit de familie van de echte meervallen (Siluridae). De wetenschappelijke naam van de soort is voor het eerst geldig gepubliceerd in 2003 door Ng.